# Karl Hagenauer
Karl Hagenauer (1898 – 1956) war ein österreichischer Architekt, Kunsthandwerker und Designer. Er war der älteste Sohn von Carl Hagenauer, dem Gründer der „Werkstätte Hagenauer“. Die Firma war zunächst spezialisiert auf die traditionellen „Wiener Bronzen“ und wurde 1928 von Karl Hagenauer übernommen. Er erweiterte und leitete den Betrieb bis zu seinem Tod. In Anerkennung seiner Leistungen wurde er zum Vorstandsmitglied der Österreichischen Werkstätten und des Österreichischen Werkbundes berufen. Sein Stil vor dem II. Weltkrieg wird dem Art déco zugeordnet, nach dem Krieg dem Mid Century Modern. 

## Leben

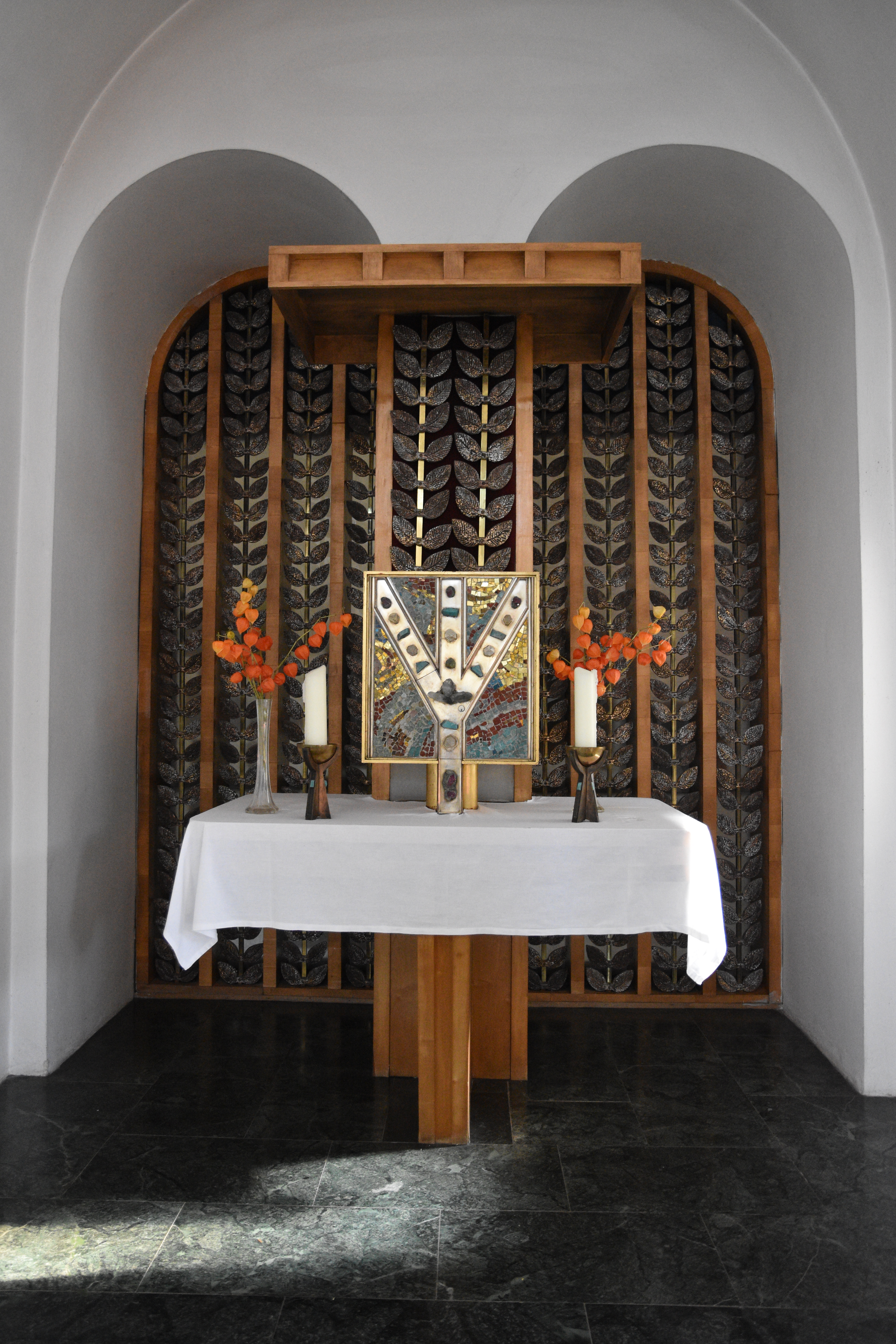
Tabernakel in der Pfarrkirche von Gloggnitz

Karl Hagenauer absolvierte die Architektenausbildung an der Kunstgewerbeschule bei Josef Hofmann und Karl Strnad und schloss mit dem Diplom für Architektur ab. Nach 2-jährigem Militärdienst trat er 1919 in den väterlichen Betrieb ein und entwarf in der Folge hunderte kunstgewerbliche Objekte. Die im Katalog von 1928 aufgelisteten Modelle sind bereits fast ausschließlich Arbeiten von Karl Hagenauer.
1928, nach dem Tod des Vaters, übernahmen die Geschwister Karl, Franz und Grete die Werkstätte. Karl übernahm die Geschäftsleitung und war weiterhin verantwortlich für die Entwürfe der Messingfiguren. Auch sein jüngerer Bruder Franz Hagenauer arbeitete in der Firma mit. Neben seinen bildhauerischen Arbeiten war er mit vielen Entwürfen an der Modernisierung und Erweiterung der Produktpalette beteiligt.
Karl Hagenauer traf in der wirtschaftlich schwierigen Zeit der späten 1920er und frühen 1930er Jahre durch die formschönen und preiswerten Messingobjekte den Publikumsgeschmack. Das Angebot wurde um Arbeiten aus Silber, Kupfer und Holz erweitert. Eine Tischlerei und eine Verkaufsfiliale am Opernring vergrößerten den Ertrag. Das Kunsthandwerk auf hohem Niveau und die exklusiven Gebrauchsgegenstände sicherten den Bestand der Firma ab. Ein Großteil der Produktion ging bereits nach Westeuropa und in die USA. Die Kriegsjahre bedingten, dass Karl Hagenauer durch die Fertigung von Messingteilen für die Rüstungsindustrie den Fortbestand der Werkstätte sichern musste.
In der wirtschaftlich schwierigen Nachkriegszeit war Messing praktisch nicht verfügbar. Mit dem Erwerb einer Drechslerei in Fuschl wurde die Produktion weitgehend auf Souvenirartikel und Designgegenstände aus Holz umgestellt. In Salzburg wurde eine Filiale für modernes Interieur eröffnet. Mit dem wirtschaftlichen Aufschwung auch in Ostösterreich wurden nun die Produkte der Werkstätte am Wiener Opernring stärker nachgefragt. Moderne Kleinmöbel, Beleuchtungskörper und wieder Metallarbeiten vervollständigten das Angebot.
Karl Hagenauer starb 1956 an einem Herzinfarkt. Er wurde am Wiener Zentralfriedhof bestattet. Die Leitung der Werkstätte übernahm sein Bruder Franz. Das Verkaufslokal am Opernring führte in der Folge sein Sohn Karl Hagenauer jr. weiter.

## Ausstellungen
- 1930 Triennale di Milano
- 1948, 1951, 1955, 1957 Triennale in Mailand oder Monza
- 1971 Ausstellung im Museum für Angewandte Kunst in Wien
- 2011 Ausstellung im Otto Wagner „Sparcassensaal“ der BAWAG Foundation, Wien